# Undrełany
Undrełany – (lit. Andrelėnai) – wieś na Litwie, w okręgu uciańskim, w rejonie ignalińskim, starostwie Rymszany.
Dawniej Undraliny.

## Historia
W czasach zaborów wieś leżała w granicach Imperium Rosyjskiego.
W dwudziestoleciu międzywojennym wieś leżała w Polsce, w województwie nowogródzkim (od 1926 w województwie wileńskim), w powiecie brasławskim, w gminie Widze a następnie w gminie Rymszany.
Według Powszechnego Spisu Ludności z 1921 roku zamieszkiwało tu 98 osób, wszystkie były wyznania rzymskokatolickiego. Jednocześnie 3 mieszkańców zadeklarowało polską przynależność narodową a 95 litewską. Było tu 20 budynków mieszkalnych. W 1931 w 21 domach zamieszkiwało 106 osób.
Miejscowość należała do parafii rzymskokatolickiej w Rymszanach. Podlegała pod Sąd Grodzki w Turmoncie i Okręgowy w Wilnie; właściwy urząd pocztowy mieścił się w m. Widze.